# Liste der Kulturdenkmäler in Ludwigshafen-Gartenstadt
In der Liste der Kulturdenkmäler in Ludwigshafen-Gartenstadt sind alle Kulturdenkmäler des Stadtteils Gartenstadt der rheinland-pfälzischen Stadt Ludwigshafen am Rhein aufgeführt. Grundlage ist die Denkmalliste des Landes Rheinland-Pfalz (Stand: 18. November 2024).

## Denkmalzonen
| Bezeichnung                                     | Lage | Baujahr | Beschreibung | Bild                           |
| ----------------------------------------------- | --- | ------- | --- | ------------------------------ |
| Denkmalzone ehemalige Reichsheimstättensiedlung | Fliederweg 2, 4, Grüner Hof 1–25, 2–58, Heckenrosenweg 1, 3, Hochfeldstraße 1–75, Königsbacher Straße 1–11, Leistadter Straße 2–62, Maudacher Straße 196, 199, 204–228, Roter Hof 1–29 Lage | 1919–22 | von der Gartenstadtbewegung geprägte Wohnsiedlung für Kriegsheimkehrer, Putzbauten im Heimatstil, Baublocks, Wohnhöfe, Einzel- und Doppelhäuser, 1919–22, Städtisches Hochbauamt unter Mitwirkung von Fritz Brockmann und Wilhelm Scholler, Gemeinnützige Aktiengesellschaft für Wohnungsbau; im Zentrum der Anlage Muschelkalkbrunnen, 1927 | weitere Bilder Fotos hochladen |

## Einzeldenkmäler
| Bezeichnung                     | Lage                                              | Baujahr | Beschreibung | Bild                           |
| ------------------------------- | ------------------------------------------------- | ------- | --- | ------------------------------ |
| Katholische Kirche St. Hedwig   | Brandenburger Straße 1 und 3 Lage                 | 1967/68 | kubischer Klinkerbau unter Verwendung von Stahlbetonfertigteilen, 1967/68, Architekt Ewald Karch, Ludwigshafen; Innenraum mit besonderer Raumschöpfung; mit Ausstattung; bildet eine bauliche Gesamtanlage mit Pfarr- und Gemeindehaus                                               | weitere Bilder Fotos hochladen |
| Luftschutzbunker                | Betty-Impertro-Straße 7 und 10 Lage               | 1940/41 | Luftschutzbunker; identisch gestaltete, viergeschossige Eisenbetonkonstruktionen mit Walmdächern, 1940/41 | Fotos hochladen                |
| Katholische St.-Bonifaz-Kirche  | Deidesheimer Straße 4 Lage                        | 1929/30 | Basilika, expressionistisch beeinflusste romanisierende Motive, 1929/30, Architekt Albert Boßlet unter Mitwirkung von Karl Lochner; mit Ausstattung | weitere Bilder Fotos hochladen |
| Evangelische Erlöserkirche      | Herxheimer Straße 53, Königsbacher Straße 23 Lage | 1930/31 | Saalbau mit freistehendem, offenem Glockenturm, Fassade mit hohen Blendbögen, romanisierende Motive, 1930/31, Architekten Otto Schittenhelm und Karl Latteyer; mit Ausstattung; ortsbildprägend mit 1928 fertiggestelltem Gebäudekomplex von Kinderschule und Altenheim (Nr. 49, 51) | weitere Bilder Fotos hochladen |
| Katholische St. Hildegardkirche | Niederfeldstraße Lage                             | 1955/56 | Saalbau auf trapezförmigem Grundriss, sandsteinverblendete Stahlbetonkonstruktion, eingeschossiger Sakristeianbau, 1955/56, Architekt Heinrich Hebgen, Ludwigshafen, unter Mitwirkung von Wolfgang Janz; mit Ausstattung                                                             | weitere Bilder Fotos hochladen |
| Luftschutzbunker                | Niederfeldstraße 8 Lage                           | 1941    | Luftschutzbunker; L-förmige, backsteinverkleidete Eisenbetonkonstruktion mit Walmdach, 1941, Architekt Adolf Ruhl | weitere Bilder Fotos hochladen |